# Bayo Baev
Bayo Yordanov Baev (bulgariska: Байо Йорданов Баев), född 5 januari 1941 i Malomir, är en bulgarisk brottare i fristil. Han tog tre VM-silver, tre EM-guld och två EM-silver under sin karriär.

## Karriär
Baev föddes i Malomir och började brottas i FD Lskov Jambol. Han tjänstgjorde sedan i armén och började då tävla för bulgariska arméns sportklubb, CSKA Sofia. Baev gjorde sin första internationella tävling vid VM 1965, där han tog silver. 1966 blev han mästare i Balkanspelen. 1967 tog Baev silver vid EM. 
1968 blev han Europamästare, men vid OS i Mexico City slutade han endast på 12:e plats. 1969 blev Baev återigen Europamästare. 1970 tog han sitt tredje raka guld vid EM samt silver vid VM. 1971 blev han återigen silvermedaljör vid VM. 1972 tog Baev silver vid EM, men vid OS i München slutade han endast på 16:e plats.

## Tävlingar
| År   | Tävling                | Viktklass | Placering  |
| ---- | ---------------------- | --------- | ---------- |
| 1965 | Världsmästerskap       | 52 kg     | 2          |
| 1967 | Europamästerskap       | 52 kg     | 2          |
| 1968 | Europamästerskap       | 52 kg     | 1          |
| 1968 | Olympiska sommarspelen | 52 kg     | 12:e plats |
| 1969 | Europamästerskap       | 52 kg     | 1          |
| 1970 | Europamästerskap       | 52 kg     | 1          |
| 1970 | Världsmästerskap       | 52 kg     | 2          |
| 1971 | Världsmästerskap       | 52 kg     | 2          |
| 1972 | Europamästerskap       | 52 kg     | 2          |
| 1972 | Olympiska sommarspelen | 52 kg     | 16:e plats |